# Valle Medio del Guadalquivir

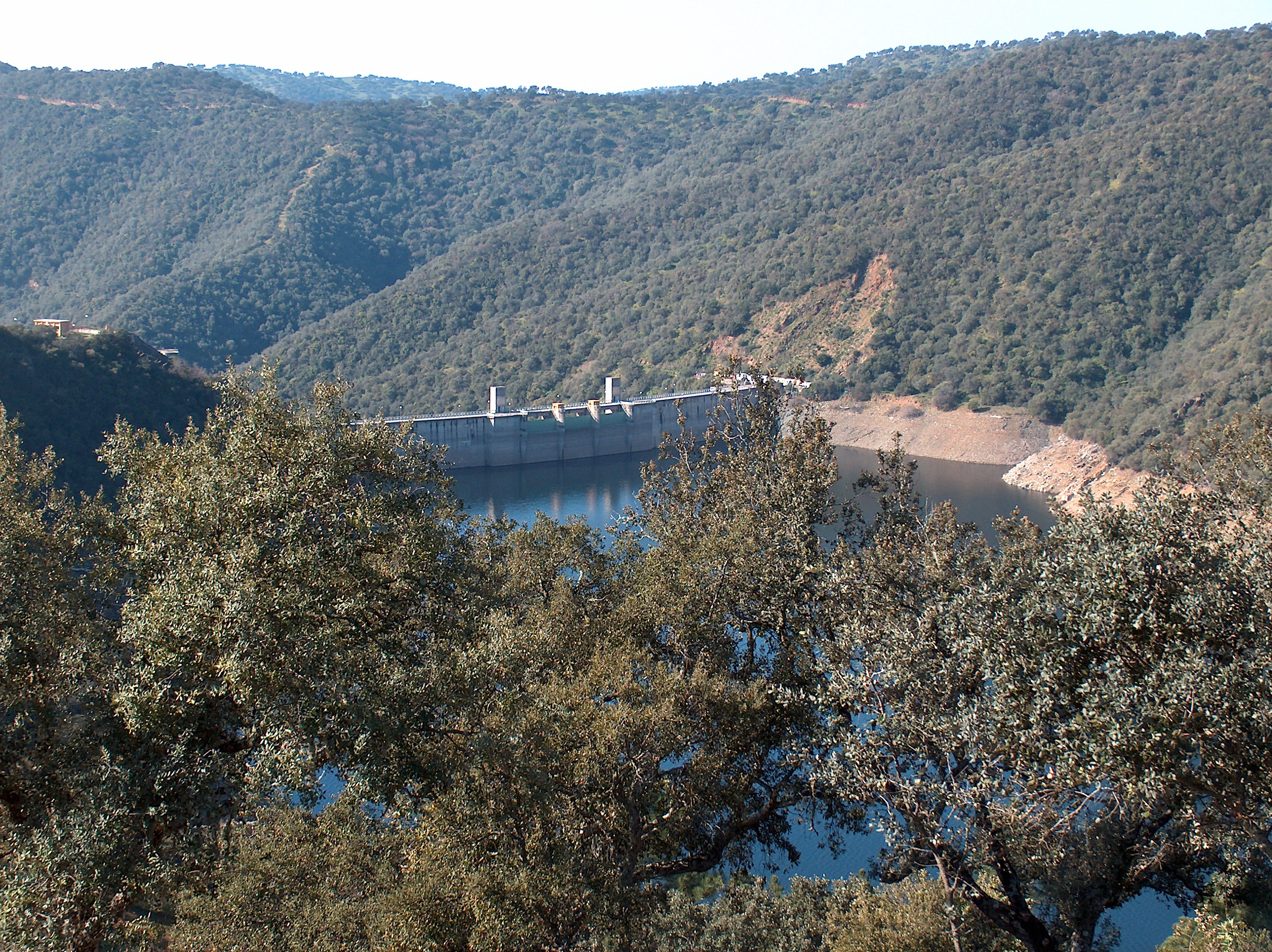
Barrage de Bembézar.

La Valle Medio del Guadalquivir  est une comarque située dans la province andalouse de Cordoue.

## Communes
La comarque comprend 8 communes:
- Almodóvar del Río
- La Carlota
- Fuente Palmera
- Guadalcázar
- Hornachuelos
- Palma del Río
- Posadas
- La Victoria